# Schönwald (Brandenburg)
Schönwald (baix sòrab: Běły Gózd) és un municipi alemany que pertany a l'estat de Brandenburg. Forma part de l'Amt Unterspreewald. Aplega els districtes de Schönwalde (Běły Gózd) i Waldow-Brand.

## Evolució demogràfica
| Any  | Població |
| ---- | -------- |
| 1875 | 1 436    |
| 1890 | 1 314    |
| 1910 | 1 340    |
| 1925 | 1 318    |
| 1933 | 1 447    |
| 1939 | 1 473    |
| 1946 | 2 142    |
| 1950 | 2 004    |
| 1964 | 1 539    |
| 1971 | 1 557    |

| Any  | Població |
| ---- | -------- |
| 1981 | 1 419    |
| 1985 | 1 410    |
| 1989 | 1 403    |
| 1990 | 1 376    |
| 1991 | 1 348    |
| 1992 | 1 345    |
| 1993 | 1 612    |
| 1994 | 1 608    |
| 1995 | 1 662    |
| 1996 | 1 654    |

| Any  | Població |
| ---- | -------- |
| 1997 | 1 690    |
| 1998 | 1 675    |
| 1999 | 1 290    |
| 2000 | 1 287    |
| 2001 | 1 286    |
| 2002 | 1 262    |
| 2003 | 1 250    |
| 2004 | 1 261    |
| 2005 | 1 263    |
| 2006 | 1 238    |

| Any  | Població |
| ---- | -------- |
| 2007 | 1 234    |
| 2008 | 1 202    |
| 2009 | 1 196    |
| 2010 | 1 175    |
| 2011 | 1 170    |
| 2012 | 1 171    |
| 2013 | 1 144    |